# Paragus manensis
Paragus manensis är en tvåvingeart som beskrevs av Kassebeer 1999. Paragus manensis ingår i släktet stäppblomflugor, och familjen blomflugor.
Artens utbredningsområde är Elfenbenskusten. Inga underarter finns listade i Catalogue of Life.